# Zaïre (province)
Pour les articles homonymes, voir Zaïre (homonymie).
La province de Zaire  est l'une des premières subdivisions de l'Angola.
Sa population dépasse les 600 000 habitants, sur une surface de 40 130 km2 ; son chef-lieu est la ville de Mbanza-Kongo, anciennement São Salvador do Congo (Saint Sauveur du Congo en portugais).
Elle tient son nom de la translittération en langues européennes dont d'abord lusophone du mot nzadi signifiant « fleuve» (« engloutissant toutes les  rivières »), donné par des autochtones avant la première exploration connue au XVe siècle de marins portugais dans la région,,,.
La région est délimitée par :
- sa façade littorale ouest sur l'océan Atlantique ;
- sa frontière nord avec le Congo-Kinshasa ex-Zaïre, par-delà le fleuve Congo (cordon littoral de Moanda la séparant de l'enclave de Cabinda également angolaise) ;
- la province de Uige à l'est ;
- celle de Bengo au sud.

En 2005, le territoire produit 15 000 barils de pétrole par jour (près de Soyo). Avec la production du pétrole, les habitants pourraient avoir un niveau de vie comparable à ceux du Portugal. Mais avec la corruption, plus de la moitié de la population de cette région vit avec moins de 2 dollars par jour.[réf. souhaitée]

## Municipalités
La province de Zaïre est divisée en six municipalités :
- Mbanza-Kongo,
- Soyo,
- N'Zeto,
- Cuimba,
- Noqui,
- Tomboco.